# 浅田敏彦
浅田 敏彦（あさだ としひこ、1960年〈昭和35年〉2月23日 - ）は、日本の政治家。熊本県荒尾市長（3期）。

## 来歴
熊本県荒尾市平山に生まれる。荒尾市立平井小学校、荒尾市立荒尾第三中学校卒業。1980年（昭和55年）、有明工業高等専門学校電気工学科卒業。1983年（昭和58年）、荒尾市役所に入庁。2014年（平成26年）、総務部長就任。2015年（平成27年）、企業局長就任。
市民病院移転問題で市議会との対立が続いていることを理由に、山下慶一郎が2016年（平成28年）12月19日付で荒尾市長を辞職。同年12月27日、浅田は山下の辞職に伴う市長選挙に立候補する意向を表明。
2017年（平成29年）2月5日に行われた荒尾市長選挙で山下慶一郎との一騎打ちを制し初当選した。選挙の結果は以下のとおり。
※当日有権者数：44,948人 最終投票率：56.62%（前回比：+7.41pts）
| 候補者名   | 年齢 | 所属党派 | 新旧別 | 得票数   | 得票率 | 推薦・支持 |
| ---------- | ---- | -------- | ------ | -------- | ------ | ---------- |
| 浅田敏彦   | 56   | 無所属   | 新     | 13,309票 | 52.77% |            |
| 山下慶一郎 | 57   | 無所属   | 元     | 11,911票 | 47.23% |            |

2021年（令和3年）、無投票で再選。2025年（令和7年）、無投票で3選。

## 政策・主張
- 2017年（平成29年）2月27日、選挙公約に掲げた市立小学校全10校の給食費無償化を10月から実施すると発表した。小学校給食の無償化は県内14市では初めての取り組みとなる[8]。